# 51023 Benavidezlozano
51023 Benavidezlozano è un asteroide della fascia principale. Scoperto nel 2000, presenta un'orbita caratterizzata da un semiasse maggiore pari a 2,5574606 au e da un'eccentricità di 0,1730269, inclinata di 15,19635° rispetto all'eclittica.